# 27510 Lisaactor
27510 Lisaactor este o planetă minoră (asteroid), cu un diametru de 5,32 km, din centura de asteroizi. A fost descoperită pe 7 aprilie 2000 la Stația Anderson Mesa de Lowell Observatory Near-Earth-Object Search. 
Obiectul prezintă o orbită caracterizată de o semiaxă mare de 2,67046 UAi, o excentricitate de 0,09, o înclinație de 9,53668 ° în raport cu ecliptica.